# Rema Baru
Rema Baru is een bestuurslaag in het regentschap Gayo Lues van de provincie Atjeh, Indonesië. Rema Baru telt 441 inwoners (volkstelling 2010).